# Unter-Seibertenrod
Unter-Seibertenrod ist ein Ortsteil der Stadt Ulrichstein im mittelhessischen Vogelsbergkreis. Der Ortsteil liegt circa sechs Kilometer nordwestlich des Kernorts Ulrichstein am Oberlauf der Ohm. Mit dem Kernort verbindet ihn die Landesstraße L3073.

## Ortsgeschichte

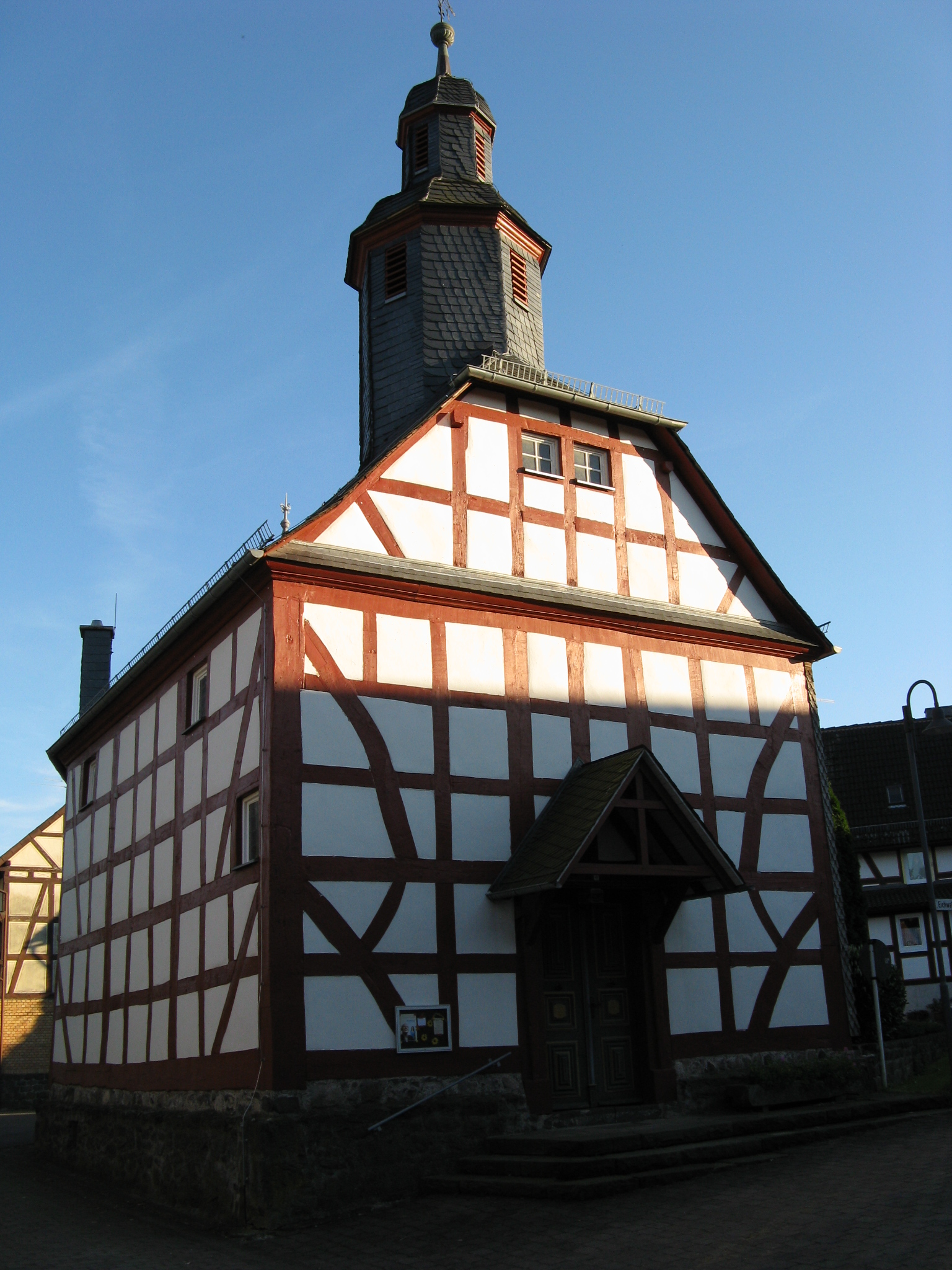
Evangelische Kirche Unter-Seibertenrod

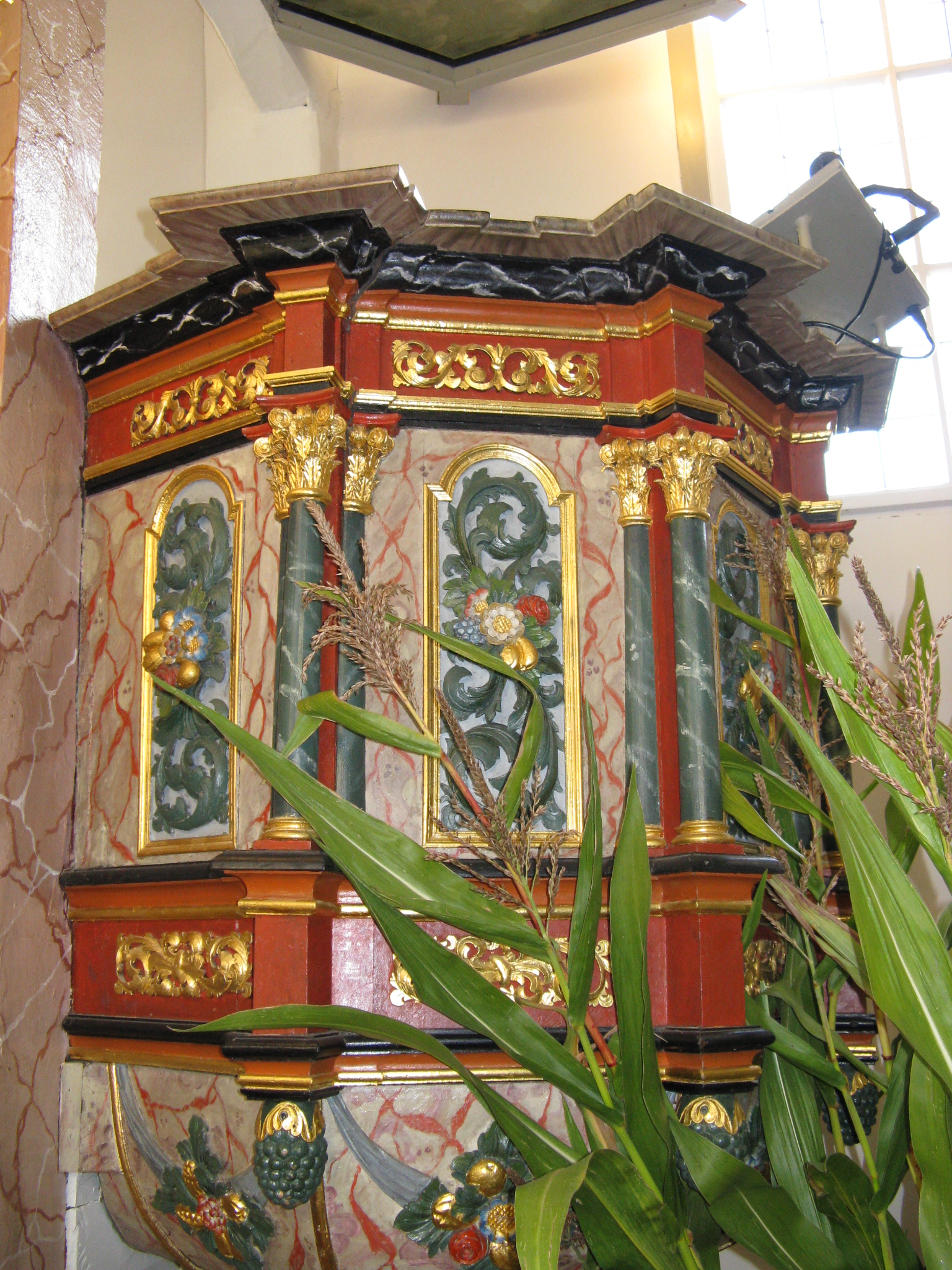
Barockkanzel ev. Kirche

### Mittelalter
Die Ersterwähnung Seibertenrod erfolgte im Jahr 1328: „... curiam sitam in villa Sywarterode ... in jurisdictione Babinhusen“ (das Gericht Seibertenrod im Gericht Bobenhausen). Hier wird schon die historische Siedlungsform villa angegeben.
Während in dieser Urkunde noch allgemein Seibertenrod genannt wird, differenzieren zwei weitere Erwähnungen von 1353 und 1355 und geben „obirnsyfriderode“ und „obern sibratherode“ an. 1385 wird ein „Ditmar mullir Grebe zu Siffirderade“ (Ditmar der Müller, Grebe zu Seibertenrod) genannt.
Erst 1576 wird „Niddern Seibertenrode“ in einem Salbuch erwähnt. 1592, in einem weiteren Salbucheintrag, heißt es dann „Underseiberterodt.“ Aus Nieder-Seibertenrod wurde Unter-Seibertenrod. Der Ortsname unterscheidet sich nach Höhenlage der Siedlung. Als Bestimmungsglied des Ortsnamens diente ein nicht mehr genau zu bestimmender Rufnamen.
Der Ort fiel im Heiliges Römisches Reich unter die Riedeselsche Gerichtsbarkeit Lehen der Landgrafschaft Hessen.

### Neuzeit
Die Statistisch-topographisch-historische Beschreibung des Großherzogthums Hessen berichtet 1830 über Unter-Seibertenrod:

„Unterseibertenrod (L. Bez. Grünberg) evangel. Filialdorf; liegt im Vogelsberg 2 St. von Grünberg, und gehört dem Freiherrn von Riedesel. Man findet 1 Kirche, 59 Häuser und 306 Einwohner, die alle evangelisch sind.“

Im Zuge der Gebietsreform in Hessen fusionierten die bis dahin selbständige Gemeinde Unter-Seibertenrod und weitere Gemeinde zum 31. Dezember 1971 freiwillig mit der Stadt Ulrichstein zur erweiterten Stadt Ulrichstein.
Für Unter-Seibertenrod wurde ein Ortsbezirk errichtet.
Im Jahre 1985 feierte Unter-Seibertenrod sein 600-jähriges Bestehen.
Ein Neubaugebiet Rainbaum am Ortsrand von Unter-Seibertenrod soll neue Wohnfläche für Wochenenddomizile und auch Dauerwohnsitze für Bewohner der Metropolregion des Rhein-Main-Gebiets schaffen, die eine naturnahe Wohnlage suchen.

### Verwaltungsgeschichte im Überblick
Die folgende Liste zeigt die Staaten und Verwaltungseinheiten, denen Unter-Seibertenrod angehört(e):

- vor 1567: Heiliges Römisches Reich, Gericht Ober-Ohmen der Freiherren Riedesel zu Eisenbach[16]
- 1604–1648: Heiliges Römisches Reich, strittig zwischen Landgrafschaft Hessen-Darmstadt und Landgrafschaft Hessen-Kassel (Hessenkrieg)
- ab 1627: Heiliges Römisches Reich, Landgrafschaft Hessen-Darmstadt, Gericht Ober-Ohmen der Freiherren Riedesel zu Eisenbach
- 1787: Heiliges Römisches Reich, Landgrafschaft Hessen-Darmstadt, Oberfürstentum Hessen, Amt Grünberg, Gericht Ober-Ohmen der Freiherren Riedesel zu Eisenbach
- ab 1806: Großherzogtum Hessen,[Anm. 2] Fürstentum Ober-Hessen, Amt Grünberg, Gericht Ober-Ohmen der Freiherren Riedesel zu Eisenbach[17][18]
- ab 1815: Großherzogtum Hessen, Provinz Oberhessen, Amt Grünberg, Amt Grünberg, Gericht Ober-Ohmen
- ab 1821: Großherzogtum Hessen, Provinz Oberhessen, Landratsbezirk Grünberg[Anm. 3]
- ab 1832: Großherzogtum Hessen, Provinz Oberhessen, Kreis Grünberg
- ab 1848: Großherzogtum Hessen, Regierungsbezirk Gießen
- ab 1852: Großherzogtum Hessen, Provinz Oberhessen, Kreis Grünberg
- ab 1867: Norddeutscher Bund,[Anm. 4] Großherzogtum Hessen, Provinz Oberhessen, Kreis Grünberg
- ab 1871: Deutsches Reich, Großherzogtum Hessen, Provinz Oberhessen, Kreis Grünberg
- ab 1874: Deutsches Reich, Großherzogtum Hessen, Provinz Oberhessen, Kreis Schotten
- ab 1918: Deutsches Reich (Weimarer Republik), Volksstaat Hessen, Provinz Oberhessen, Kreis Schotten
- ab 1938: Deutsches Reich, Volksstaat Hessen, Landkreis Alsfeld[19][Anm. 5]
- ab 1945: Amerikanische Besatzungszone,[Anm. 6] Groß-Hessen, Regierungsbezirk Darmstadt, Landkreis Alsfeld
- ab 1945: Amerikanische Besatzungszone, Hessen, Regierungsbezirk Darmstadt, Landkreis Alsfeld
- ab 1946: Bundesrepublik Deutschland, Hessen, Regierungsbezirk Darmstadt, Landkreis Alsfeld
- ab 1971: Bundesrepublik Deutschland, Hessen, Regierungsbezirk Darmstadt, Landkreis Lauterbach
- ab 1972: Bundesrepublik Deutschland, Hessen, Regierungsbezirk Darmstadt, Vogelsbergkreis, Stadt Ulrichstein[Anm. 7]
- ab 1981: Bundesrepublik Deutschland, Hessen, Regierungsbezirk Gießen, Vogelsbergkreis, Stadt Ulrichstein

### Gerichte seit 1803
In der Landgrafschaft Hessen-Darmstadt wurde mit Ausführungsverordnung vom 9. Dezember 1803 das Gerichtswesen neu organisiert. Für das Fürstentum Oberhessen (ab 1815 Provinz Oberhessen) wurde das „Hofgericht Gießen“ eingerichtet. Es war für normale bürgerliche Streitsachen Gericht der zweiten Instanz, für standesherrliche Familienrechtssachen und Kriminalfälle die erste Instanz. Übergeordnet war das Oberappellationsgericht Darmstadt. Die Rechtsprechung der ersten Instanz wurde durch die Ämter bzw. Standesherren vorgenommen und somit war für Unter-Seibertenrod das „Patrimonialgericht der Freiherren Riedesel zu Eisenbach“ in Ober-Ohmen zuständig. Nach der Gründung des Großherzogtums Hessen 1806 wurden die Aufgaben der ersten Instanz 1821 im Rahmen der Trennung von Rechtsprechung und Verwaltung auf die neu geschaffenen Land- bzw. Stadtgerichte übertragen. 1821 traten die Freiherren Riedesel zu Eisenbach ihre Recht am Gericht Ober-Ohmen an das Großherzogtum Hessen ab. „Landgericht Grünberg“ war daher von 1822 bis 1853 die Bezeichnung für das erstinstanzliche Gericht, das für Unter-Seibertenrod zuständig war. Infolge der Neuordnung der Gerichtsbezirke in der Provinz Oberhessen mit Wirkung vom 15. Oktober 1853 wurde Unter-Seibertenrod an den Sprengel des Landgerichts Ulrichstein abgetreten.
Anlässlich der Einführung des Gerichtsverfassungsgesetzes mit Wirkung vom 1. Oktober 1879, infolge derer die bisherigen großherzoglichen Landgerichte durch Amtsgerichte an gleicher Stelle ersetzt wurden, während die neu geschaffenen Landgerichte nun als Obergerichte fungierten, kam es zur Umbenennung in „Amtsgericht Ulrichstein“ und Zuteilung zum Bezirk des Landgerichts Gießen.
1943 verlor das Amtsgericht Ulrichstein seine Selbständigkeit und wurde zur Zweigstelle des Amtsgerichts Schotten. Am 1. Juli 1968 wurde auch diese Zweigstelle aufgehoben, und Unter-Seibertenrod wurde dem Amtsgericht Alsfeld zugelegt.

## Bevölkerung

### Einwohnerstruktur 2011
Nach den Erhebungen des Zensus 2011 lebten am Stichtag dem 9. Mai 2011 in Unter-Seibertenrod 225 Einwohner. Darunter waren keine Ausländer. Nach dem Lebensalter waren 45 Einwohner unter 18 Jahren, 78 zwischen 18 und 49, 51 zwischen 50 und 64 und 51 Einwohner waren älter. Die Einwohner lebten in 78 Haushalten. Davon waren 18 Singlehaushalte, 21 Paare ohne Kinder und 33 Paare mit Kindern, sowie 6 Alleinerziehende und keine Wohngemeinschaften. In 18 Haushalten lebten ausschließlich Senioren und in 39 Haushaltungen lebten keine Senioren.

### Einwohnerentwicklung
| • 1806: | 292 Einwohner, 57 Häuser           |
| • 1829: | 306 Einwohner, 59 Häuser           |
| • 1867: | 315 Einwohner, 56 bewohnte Gebäude |
| • 1875: | 315 Einwohner, 57 bewohnte Gebäude |

| Ober-Ohmen: Einwohnerzahlen von 1800 bis 2011 | Ober-Ohmen: Einwohnerzahlen von 1800 bis 2011 | Ober-Ohmen: Einwohnerzahlen von 1800 bis 2011 | Ober-Ohmen: Einwohnerzahlen von 1800 bis 2011 | Ober-Ohmen: Einwohnerzahlen von 1800 bis 2011 |
| --- | --------------------------------------------- | --------------------------------------------- | --------------------------------------------- | --------------------------------------------- |
| Jahr |                                               |                                               |                                               | Einwohner                                     |
| 1800 | 1800                                          |                                               | 275                                           | 275                                           |
| 1806 | 1806                                          |                                               | 292                                           | 292                                           |
| 1829 | 1829                                          |                                               | 306                                           | 306                                           |
| 1834 | 1834                                          |                                               | 316                                           | 316                                           |
| 1840 | 1840                                          |                                               | 321                                           | 321                                           |
| 1846 | 1846                                          |                                               | 320                                           | 320                                           |
| 1852 | 1852                                          |                                               | 316                                           | 316                                           |
| 1858 | 1858                                          |                                               | 306                                           | 306                                           |
| 1864 | 1864                                          |                                               | 310                                           | 310                                           |
| 1871 | 1871                                          |                                               | 315                                           | 315                                           |
| 1875 | 1875                                          |                                               | 315                                           | 315                                           |
| 1885 | 1885                                          |                                               | 303                                           | 303                                           |
| 1895 | 1895                                          |                                               | 320                                           | 320                                           |
| 1905 | 1905                                          |                                               | 323                                           | 323                                           |
| 1910 | 1910                                          |                                               | 332                                           | 332                                           |
| 1925 | 1925                                          |                                               | 309                                           | 309                                           |
| 1939 | 1939                                          |                                               | 311                                           | 311                                           |
| 1946 | 1946                                          |                                               | 462                                           | 462                                           |
| 1950 | 1950                                          |                                               | 429                                           | 429                                           |
| 1956 | 1956                                          |                                               | 335                                           | 335                                           |
| 1961 | 1961                                          |                                               | 300                                           | 300                                           |
| 1967 | 1967                                          |                                               | 301                                           | 301                                           |
| 1970 | 1970                                          |                                               | 271                                           | 271                                           |
| 1980 | 1980                                          |                                               | ?                                             | ?                                             |
| 1990 | 1990                                          |                                               | ?                                             | ?                                             |
| 2000 | 2000                                          |                                               | ?                                             | ?                                             |
| 2011 | 2011                                          |                                               | 225                                           | 225                                           |
| Datenquelle: Historisches Gemeindeverzeichnis für Hessen: Die Bevölkerung der Gemeinden 1834 bis 1967. Wiesbaden: Hessisches Statistisches Landesamt, 1968. Weitere Quellen: LAGIS; Zensus 2011 |                                               |                                               |                                               |                                               |

### Historische Religionszugehörigkeit
| • 1829: | 306 evangelische (= 100 %) Einwohner                              |
| • 1961: | 278 evangelische (= 92,67 %), 22 katholische (= 7,33 %) Einwohner |

## Politik
Für Unter-Seibertenrod besteht ein Ortsbezirk (Gebiete der ehemaligen Gemeinde Unter-Seibertenrod) mit Ortsbeirat und Ortsvorsteher nach der Hessischen Gemeindeordnung.
Der Ortsbeirat besteht aus fünf Mitgliedern. Bei den Kommunalwahlen in Hessen 2021 betrug die Wahlbeteiligung zum Ortsbeirat 71,60 %. Alle Kandidaten gehörten der „Gemeinschaftsliste Unter-Seibertenrod“ an. Der Ortsbeirat wählte Wolfgang Geiß zum Ortsvorsteher.

## Kultur und Sehenswürdigkeiten
- Die Evangelische Kirche stammt von 1738/1739 und gilt als besonderes Schmuckstück unter den zahlreichen Fachwerkkirchen im Vogelsberg, wenn nicht in Hessen überhaupt.[27] Der flach gedeckte einschiffige Kirchenraum weist eine Empore mit Bildnissen der 12 Apostel, Christus und Maria, Moses und Isaak auf. Wertvollstes Ausstattungsstück ist eine reich ornamentierte Barockkanzel.
- Ebenso wie die Kirche sind einige weitere Gebäude des Ortes in einer Kombination aus Schindelbauweise und Fachwerk errichtet, wie sie für die Region charakteristisch sind.